# AK81
AK81 är en stödstyrka till Hells Angels i Danmark. Namnet betyder alltid klar HA, där HA är Hells Angels initialer, vilka är den 8:e och 1:a bokstaven i alfabetet. Det finns olika AK81-grupper som är knutna till varsin Hells Angels-klubb. AK81, som är ett led i rekryteringen till Hells Angels i Danmark, skapades 2007, och medlemmarna behöver inte ha motorcyklar. AK81 har figurerat i det "gängkrig" som sedan hösten 2008 har utspelat sig mellan bland annat Hells Angels och kriminella invandrargäng i Danmark, bland annat till följd av konkurrens om drogmarknaden i Nørrebro.
Hells Angels har inte velat upplysa om antalet medlemmar i AK81, men det tros ligga på omkring 300.